# Тюрин, Юрий Николаевич
Юрий Николаевич Тюрин (род. 23 октября 1935, Москва) — советский и российский учёный в области математики, доктор физико-математических наук, профессор МГУ им. М. В. Ломоносова, один из ведущих советских и русских статистиков.

## Биография
Окончил механико-математический факультет МГУ в 1958 году и аспирантуру кафедры теории вероятностей в 1960 году (научный руководитель Р. Л. Добрушин). С 1961 года работает на кафедре, в 1966 году — кандидатская, в 1986 г. — докторская диссертация «Исследования по непараметрической статистике (непараметрические методы и линейная модель)». С 1995 года — профессор кафедры.
Член Экспертного Совета по математике РФФИ (2000). Член редколлегии журнала «Проблемы передачи информации» (2000).
Заслуженный профессор МГУ (2004)

## Научные достижения
Область научных интересов Ю. Н. Тюрина — математическая статистика, в особенности, её непараметрические методы.
Найдены асимптотические распределения для критериев типа Колмогорова — Смирнова для проверки сложных статистических гипотез — о принадлежности выборки к определённому параметрическому типу. Ю. Н. Тюрин предложил и развил статистический знаковый анализ: для линейных моделей — совместно со своей ученицей Г. И. Симоновой, и для временных рядов — совместно с доцентом кафедры М. В. Болдиным. (Монография М. В. Болдин, Г. И. Симонова. Ю. Н. Тюрин «Знаковый статистический анализ линейных моделей» (1997), в том же году с некоторыми изменениями вышла на английском языке.)
Большой вклад внёс Ю. Н. Тюрин в развитие теории экспертных оценок и анализа нечисловой информации. Вместе с Б. Г. Литваком создал (1973) общемосковский семинар «Экспертные оценки и анализ данных» и более 15 лет был одним из его руководителей. Обзор работ неформального коллектива вокруг этого семинара дан в статье «Экспертные оценки».
Ю. Н. Тюрин — автор 75 научных работ и 4 учебных пособий (в соавторстве), не считая переработанных и дополненных изданий. Подготовил 15 кандидатов наук.

## Преподавание
Постоянно читает основной курс математической статистики для студентов общего потока математиков, ряд спецкурсов для студентов вероятностной специализации, а также курсы теоретико-вероятностного цикла на факультете биоинженерии и биоинформатики; ведет спецсеминары по проблемам современной статистики.

## Научные публикации
- Тюрин Ю. Н., Литвак Б. Г., Орлов А. И., Сатаров Г. А., Шмерлинг Д. С. Анализ нечисловой информации. — М.: Научный Совет АН СССР по комплексной проблеме «Кибернетика», 1981. — 80 с.
- Тюрин Ю. Н., Литвак Б. Г., Орлов А. И., Сатаров Г. А., Шмерлинг Д. С. Анализ нечисловой информации. — Журнал "Заводская лаборатория. 1980. Т.46. No.10. С. 931—935. Перепечатка в исправленной и расширенной редакции — в сб.: Современные проблемы кибернетики (прикладная статистика). — М.: Знание, 1981. С. 41-52.
- Болдин М. Б., Симонова Г. И., Тюрин Ю. Н. Знаковый статистический анализ линейных моделей, 288 с.

Учебные пособия:
- Тюрин Ю. Н., Макаров А. А. Анализ данных на компьютере, М.: Финансы и статистика, Инфра—М, 1995—384 с.
- Тюрин Ю. Н., Макаров А. А., Высоцкий И. Р., Ященко И. В. Теория вероятностей и статистика, М.: МЦНМО, 2004—256 с.
- Тюрин Ю. Н., Макаров А. А., Симонова Г. И. Теория вероятностей. Учебник для экономических и гуманитарных специальностей, М.: МЦНМО, 2009—256 с.
- Тюрин Ю. Н., Макаров А. А., Высоцкий И. Р., Ященко И. В. Теория вероятностей и статистика. Экспериментальное учебное пособие для 10 и 11 классов общеобразовательных учреждений, М.: МЦНМО, 2014—248 с.